# سییچیرو کوبو
سییچیرو کوبو (انگلیسی: Seiichiro Kubo؛ زادهٔ ۲۲ ژوئن ۲۰۰۱) بازیکن فوتبال است.
از باشگاه‌هایی که در آن بازی کرده‌است می‌توان به باشگاه فوتبال توکیو اشاره کرد.